# یوکا راوهالا
یوکا راوهالا (فنلاندی: Jukka Rauhala؛ زادهٔ ۱ مارس ۱۹۵۹) کشتی‌گیر اهل فنلاند بود.
وی در مسابقات کشوری و بین‌المللی در مجموع برندهٔ ۱ مدال برنز شده‌است.